# Niob(IV)-fluorid
Niob(IV)-fluorid ist eine chemische Verbindung des Niobs aus der Gruppe der Fluoride.

## Gewinnung und Darstellung
Niob(IV)-fluorid kann durch Zersetzung von Nb2F5 bei etwa 1000 °C oder durch Reaktion von Niob(V)-fluorid mit Niob gewonnen werden.

## Eigenschaften
Niob(IV)-fluorid ist ein hygroskopischer paramagnetischer schwarzer Feststoff. Er besitzt eine tetragonale Kristallstruktur vom Zinn(IV)-fluorid mit der Raumgruppe I4/mmm (Raumgruppen-Nr. 139) mit den Gitterkonstanten a = 4,0876(5) Å, c = 8,1351(19) Å. Die Verbindung ist im Vakuum bis etwa 300 °C stabil, zersetzt sich aber über 350 °C in Niob(V)-fluorid und Niob(III)-fluorid.
{\displaystyle {\ce {2 NbF4 -> NbF5 + NbF3}}}